# 陈军 (1965年)
陈军（1965年—），哈尼族，中华人民共和国政治人物、第十一届全国政协委员。
加入中国国民党革命委员会，担任十一届全国政协常务委员、云南省红河州政协副主席。2008年，当选第十一届全国政协常务委员，代表少数民族界，分入第五十组。